# Підземне зоо (1994)
Підземне зоо (1994) Live in studio — студійний альбом українського рок-гурту Мертвий півень. Виданий 1994 року. Включає 13 пісень. Пісня «Ранок/Укрмолодь Бахусові» наступного року була перевидана в альбомі Live у Львові.

## Список пісень
1. L'viv City. Підземне Зоо
2. Квартира-оркестр. Цирк «Ваґабундо» частина 1
3. Цирк «Ваґабундо» частина 2
4. Тато
5. Для тебе
6. Радіо/Міґрант
7. Індія (архів)
8. Східна
9. Країна дітей
10. Єдиноріг
11. Ранок/Укрмолодь Бахусові
12. Блюз
13. L'viv City